# 中国驻马达加斯加大使列表
本列表为中華民國和中華人民共和國驻马达加斯加历任大使名录。

## 历任中国驻马达加斯加大使

### 附：中华民国驻塔那那利佛领事（1945年－1948年）
1945年，中华民国设立驻塔那那利佛领事馆。1948年11月，升为总领事馆。
| 姓名   | 任命         | 到任         | 免职         | 离任 | 领事职务 | 备注       | 备注 |
| ------ | ------------ | ------------ | ------------ | ---- | -------- | ---------- | ---- |
| 谷兆芬 | 1945年5月9日 | 1946年3月2日 | 1949年4月2日 |      | 领事     | 升任总领事 |      |

### 附：中华民国驻塔那那利佛总领事（1948年－1950年）
1948年11月，驻塔那那利佛领事馆升为总领事馆。1949年11月11日，总领事谷兆芬宣布起义回国，中华民国政府于1950年1月将其撤职并关闭总领事馆。
| 姓名   | 任命         | 到任 | 免职          | 离任           | 领事职务 | 备注 | 备注 |
| ------ | ------------ | ---- | ------------- | -------------- | -------- | ---- | ---- |
| 谷兆芬 | 1949年4月2日 |      | 1950年1月20日 | 1949年11月11日 | 总领事   |      |      |

### 附：中华民国驻塔那那利佛总领事（1957年－1960年）
1957年4月11日，中华民国政府决定恢复驻塔那那利佛总领事馆。1960年6月26日，马达加斯加宣布独立，同日与中华民国建交，总领事馆也升格为大使馆。
| 姓名   | 代理          | 到任 | 任命         | 免职          | 离任 | 领事职务 | 备注                   | 备注 |
| ------ | ------------- | ---- | ------------ | ------------- | ---- | -------- | ---------------------- | ---- |
| 蒋恩铠 | 1957年4月11日 |      | 1957年8月5日 | 1960年6月26日 |      | 总领事   | 加公使衔，并享公使待遇 |      |

### 中华民国驻馬拉加西大使（1960年－1972年）
1960年6月26日，中华民国与马达加斯加建交并设立驻马达加斯加大使馆。同年7月8日，改称驻馬拉加西大使馆。1972年12月15日，两国断交。
| 姓名   | 任命           | 到任           | 递交国书       | 免职           | 离任           | 外交衔级 | 外交职务     | 备注 | 备注 |
| ------ | -------------- | -------------- | -------------- | -------------- | -------------- | -------- | ------------ | ---- | ---- |
| 蒋恩铠 |                | 1960年6月26日  |                | 1960年8月25日  |                | 公使     | 临时代办     |      |      |
| 蒋恩铠 | 1960年8月25日  | 1960年8月25日  | 1960年9月9日   | 1963年5月20日  | 1963年7月3日   | 大使     | 特命全权大使 |      |      |
| 汪公纪 | 1963年5月20日  | 1963年7月10日  | 1963年7月13日  | 1965年12月11日 | 1965年9月4日   | 大使     | 特命全权大使 |      |      |
| 陳澤溎 | 1965年12月11日 | 1965年12月28日 | 1965年12月29日 |                | 1972年12月16日 | 大使     | 特命全权大使 |      |      |

### 中华人民共和国驻马尔加什、马达加斯加大使（1973年至今）
1972年11月6日，中华人民共和国与马达加斯加建交，开始派遣驻马达加斯加大使。
| 姓名   | 任命           | 任命          | 到任           | 递交国书       | 免职           | 免职          | 离任          | 外交衔级 | 外交职务     | 备注         |
| 姓名   | 全国人大常委会 | 主席          | 到任           | 递交国书       | 全国人大常委会 | 主席          | 离任          | 外交衔级 | 外交职务     | 备注         |
| ------ | -------------- | ------------- | -------------- | -------------- | -------------- | ------------- | ------------- | -------- | ------------ | ------------ |
| 李耀文 | 不適用         | 不適用        | 1973年1月16日  | 1973年1月18日  | 不適用         | 不適用        | 1974年6月8日  | 大使     | 特命全权大使 | 驻坦桑尼亚兼 |
| 靳民生 | 不適用         | 不適用        | 1974年2月21日  | 1974年2月23日  | 不適用         | 不適用        | 1974年6月20日 | 参赞     | 临时代办     | 筹备开馆     |
| 田志东 | 不適用         | 不適用        | 1974年6月20日  | 1974年6月20日  | 1979年2月23日  | 不適用        | 1979年3月15日 | 大使     | 特命全权大使 |              |
| 甘野陶 | 1979年2月23日  | 不適用        | 1979年8月      | 1979年8月27日  | 1982年3月8日   | 不適用        | 1982年5月     | 大使     | 特命全权大使 |              |
| 戴平   | 1982年3月8日   | 不適用        | 1982年5月30日  | 1982年6月21日  | 1984年7月7日   | 1985年5月7日  | 1985年2月     | 大使     | 特命全权大使 |              |
| 杨桂荣 | 1984年7月7日   | 1985年5月7日  | 1985年3月      | 1985年4月23日  | 1987年3月19日  | 1987年8月15日 | 1987年5月     | 大使     | 特命全权大使 |              |
| 韦东   | 1987年3月19日  | 1987年8月15日 | 1987年6月      | 1987年10月26日 | 1990年9月7日   | 1991年3月7日  | 1991年1月15日 | 大使     | 特命全权大使 | 兼驻科摩罗   |
| 祝成才 | 1990年9月7日   | 1991年3月7日  | 1991年3月      | 1991年3月21日  | 1994年3月5日   | 1994年5月23日 | 1994年4月     | 大使     | 特命全权大使 | 兼驻科摩罗   |
| 赵宝珍 | 1994年3月5日   | 1994年5月23日 | 1994年6月      | 1994年6月6日   | 1997年11月1日  | 1998年4月2日  | 1998年2月     | 大使     | 特命全权大使 | 兼驻科摩罗   |
| 马志学 | 1997年11月1日  | 1998年4月2日  | 1998年3月      | 1998年3月20日  | 2001年4月28日  | 2001年9月11日 | 2001年7月     | 大使     | 特命全权大使 |              |
| 许镜湖 | 2001年4月28日  | 2001年9月11日 | 2001年8月      | 2001年8月27日  | 2004年2月29日  | 2004年6月11日 | 2004年5月     | 大使     | 特命全权大使 |              |
| 李树立 | 2004年2月29日  | 2004年6月11日 | 2004年6月      | 2004年6月18日  | 2007年8月30日  | 2007年12月6日 | 2007年10月    | 大使     | 特命全权大使 |              |
| 沃瑞棣 | 2007年8月30日  | 2007年12月6日 | 2007年11月17日 | 2007年11月29日 |                | 不適用        | 2010年7月     | 大使     | 特命全权大使 |              |
| 沈永祥 |                | 不適用        | 2010年7月29日  | 2012年3月15日  | 2013年2月27日  | 2013年7月31日 | 2013年6月     | 大使     | 特命全权大使 |              |
| 杨民   | 2013年2月27日  | 2013年7月31日 | 2013年7月9日   | 2013年8月14日  | 2015年11月4日  | 2016年3月30日 | 2016年1月     | 大使     | 特命全权大使 |              |
| 杨小茸 | 2015年11月4日  | 2016年3月30日 | 2016年2月23日  | 2016年2月25日  | 2019年12月28日 | 2020年11月5日 | 2020年7月     | 大使     | 特命全权大使 |              |
| 郭晓梅 | 2020年6月20日  | 2020年11月5日 | 2020年10月29日 | 2020年11月11日 |                | 2024年4月2日  | 2023年9月     | 大使     | 特命全权大使 |              |
| 季平   |                | 2024年4月2日  | 2024年3月12日  | 2024年3月20日  | 现任           |               |               | 大使     | 特命全权大使 |              |